# Bil Marinkovic
Bil Marinkovic (Austria, 16 de agosto de 1973) es un atleta paralímpico ciego austríaco que compite principalmente en eventos de lanzamiento.

## Carrera
Ha competido en cuatro Juegos Paralímpicos consecutivos. En su primera participación en 2000 compitió en lanzamiento de disco F12, jabalina, pentatlón y 100 metros, sin poder ganar una medalla en ninguna de esas disciplinas. En los Juegos Paralímpicos de Verano de 2004 compitió en la clasificación F11 más severa, para atletas sin visión útil. Ganó la medalla de oro en el evento de jabalina, rompiendo el récord mundial con su lanzamiento. Ganó una medalla de bronce en el evento de lanzamiento de disco F11 en los Juegos Paralímpicos de 2012.  Igualmente ha ganado múltiples medallas del Campeonato Mundial de Atletismo IPC. 
Marinkovic es el actual poseedor del récord mundial F11 en jabalina.
Es entrenado por el exatleta olímpico Gerhard Mayer.